# Marvin Möller
Marvin Möller (* 18. Januar 1999 in Hamburg) ist ein deutscher Tennisspieler.

## Karriere

### Bis 2017: Juniorenkarriere
Zwischen 2014 und 2017 nahm Möller regelmäßig an Juniorenturnieren teil und konnte in dieser Zeit sechs Turniere im Einzel sowie vier Turniere im Doppel gewinnen. Mit der deutschen Mannschaft wurde er 2015 im Winter und im Sommer Europameister bei den U16-Junioren, im Oktober verlor er gemeinsam mit Nicola Kuhn das Finale des Junior-Davis-Cups in Madrid gegen die Kanadier Denis Shapovalov und Félix Auger-Aliassime.
Insgesamt nahm er an fünf Junior-Grand-Slams teil. Bei den French Open 2016 kam er als Qualifikant bis ins Viertelfinale; bei den US Open verlor er als bester Deutscher im Achtelfinale gegen den topgesetzten Stefanos Tsitsipas. Bei den übrigen drei Turnieren schied er bereits in der ersten Runde aus – u. a. an Position 3 gesetzt bei den Australian Open 2017. Auch im Doppel erreichte er bei allen Turnieren nie mehr als die zweite Runde.
Die höchste Platzierung in der Juniorenweltrangliste belegte er mit Rang 9 am 9. Januar 2017.

### Ab 2016: Profitour
Ab 2016 startete Möller auf der Profitour und galt durch seine einigermaßen erfolgreiche Juniorenkarriere als kommende Hoffnung für das deutsche Herrentennis. Diese Erwartungen konnte er jedoch nicht erfüllen – unter anderem da er wegen einer Sehnenverletzung am rechten Handgelenk zwischen Juli 2018 und Januar 2020 mehr als anderthalb Jahre pausieren musste und keine Turniere spielen konnte.
Die einzigen Matches auf der ATP Tour bestritt er 2016, 2018 und 2020 per Wildcard startend beim ATP-500-Turnier in seiner Heimatstadt Hamburg, die er jedoch allesamt verlor. Auch auf der Challenger Tour erreichte er weder einen Turniersieg noch ein Finale. Seine besten Ergebnisse dort waren zwei Halbfinals 2020 in Eckental sowie 2021 in Braunschweig.
Die einzigen Turniersiege im Herrenbereich gelangen ihm auf der unterklassigen ITF Future Tour, als er vor seiner Verletzungspause 2017 in Bad Salzdetfurth im Einzel sowie in Hamburg im Doppel gewann. Zu Beginn des Jahres 2022 gewann er zudem zwei weitere Future-Turniere in Oberhaching und in Italien.
In der Weltrangliste konnte Möller sich ab März 2022 einige Wochen in den Top 400 platzieren, belegte insgesamt aber meist Ränge außerhalb der Top 500.